# H.235
H.235 se encarga de la seguridad y el cifrado para terminales basados en H.323 y H.245.
El estándar aborda la Autenticación mediante diferentes algoritmos, incluidos los métodos Diffie-Hellman, y la Privacidad. La Privacidad proporciona el cifrado de la sesión, así como de los flujos de datos..
El comité de estandarización acordó en H.235 que lo detallado en el Anexo D serán los requisitos mínimos para una implementación que cumpla el estándar.
El Anexo D, también conocido como el "Perfil de Seguridad Básico" define la Autenticación y la Integridad.
Un Gatekeeper que cumpla el Anexo D podrá de tal modo asegurar que solamente los puntos finales H.323 confiables tendrán acceso a los servicios del Gatekeeper.
- Datos: Q452700